# Premier League 2002-03
La Premier League 2002-03 fue la undécima edición de la máxima división inglesa, desde su creación en 1992. El Arsenal era el defensor del título después de proclamarse campeón en la penúltima jornada de la 2001-02 tras vencer por 0-1 al Manchester United en Old Trafford con un gol de Sylvain Wiltord.
Un total de 20 equipos participaron en la competición, incluyendo 17 equipos de la temporada anterior y 3 provenientes de la First Division. La temporada comenzó el 17 de agosto del 2002 y finalizó el 11 de mayo de 2003.

## Equipos participantes

### Ascensos y descensos
| Pos | Descendidos de Premier League |
| --- | ----------------------------- |
| 18º | Ipswich Town                  |
| 19º | Derby County                  |
| 20º | Leicester City                |

| Pos   | Ascendidos de la First Division |
| ----- | ------------------------------- |
| 1º    | Manchester City                 |
| 2º    | West Bromwich Albion            |
| Prom. | Birmingham City                 |

### Datos de los equipos
| Equipo                                    | Ciudad              | Entrenador      | Estadio           | Aforo  | Marca          | Patrocinador      |
| ----------------------------------------- | ------------------- | --------------- | ----------------- | ------ | -------------- | ----------------- |
| Arsenal                                   | Londres             | Arsène Wenger   | Highbury          | 38.500 | Nike           | O2                |
| Aston Villa                               | Birmingham          | Graham Taylor   | Villa Park        | 42.500 | Diadora        | Rover             |
| Chelsea                                   | Londres             | Claudio Ranieri | Stamford Bridge   | 42.000 | Umbro          | Emirates          |
| Everton                                   | Liverpool           | David Moyes     | Goodison Park     | 39.571 | Puma           | Kejian            |
| Fulham                                    | Londres             | Chris Coleman   | Craven Cottage    | 25.700 | Adidas         | Betfair           |
| Liverpool                                 | Liverpool           | Gérard Houllier | Anfield           | 45.276 | Reebok         | Carlsberg         |
| Manchester City                           | Mánchester          | Kevin Keegan    | Maine Road        | 35.150 | Le Coq Sportif | First Advice      |
| Manchester United                         | Mánchester          | Alex Ferguson   | Old Trafford      | 68.000 | Nike           | Vodafone          |
| Middlesbrough                             | Middlesbrough       | Steve McClaren  | Riverside Stadium | 35.000 | Erreà          | Dial-a-Phone      |
| Newcastle United                          | Newcastle upon Tyne | Bobby Robson    | St James' Park    | 52 405 | Adidas         | NTL               |
| Southampton                               | Southampton         | Gordon Strachan | St Mary's Stadium | 32.589 | Saints         | Friends Provident |
| Sunderland                                | Sunderland          | Mick McCarthy   | Stadium of Light  | 49.000 | Nike           | Reg Vardy         |
| Tottenham Hotspur                         | Londres             | Glenn Hoddle    | White Hart Lane   | 36.284 | Kappa          | Thomson           |
| West Bromwich Albion                      | West Bromwich       | Gary Megson     | The Hawthorns     | 26.445 | The Baggies    | WBBS              |
| West Ham United                           | Londres             | Trevor Brooking | Boleyn Ground     | 35.000 | Fila           | Dr. Martens       |
| Datos actualizados al 12 de mayo de 2016. |                     |                 |                   |        |                |                   |

### Cambios de entrenadores
| Equipo          | Entrenador (jornadas)                     |
| --------------- | ----------------------------------------- |
| Sunderland      | Peter Reid Howard Wilkinson Mick McCarthy |
| Fulham          | Jean Tigana Chris Coleman                 |
| Leeds United    | David O'Leary Terry Venables Peter Reid   |
| West Ham United | Glenn Roeder Trevor Brooking Alan Pardew  |

## Clasificación
| Pos. | Equipo                | Pts. | PJ | G  | E  | P  | GF | GC | Dif. | Clasificación 2003-04                        |
| ---- | --------------------- | ---- | -- | -- | -- | -- | -- | -- | ---- | -------------------------------------------- |
| 1    | Manchester United (C) | 83   | 38 | 25 | 8  | 5  | 74 | 34 | +40  | Fase de grupos de la Liga de Campeones       |
| 2    | Arsenal               | 78   | 38 | 23 | 9  | 6  | 85 | 42 | +43  | Fase de grupos de la Liga de Campeones       |
| 3    | Newcastle United      | 69   | 38 | 21 | 6  | 11 | 63 | 48 | +15  | Tercera ronda previa de la Liga de Campeones |
| 4    | Chelsea               | 67   | 38 | 19 | 10 | 9  | 68 | 38 | +30  | Tercera ronda previa de la Liga de Campeones |
| 5    | Liverpool             | 64   | 38 | 18 | 10 | 10 | 61 | 41 | +20  | Primera ronda de la Copa de la UEFA          |
| 6    | Blackburn Rovers      | 60   | 38 | 16 | 12 | 10 | 52 | 43 | +9   | Primera ronda de la Copa de la UEFA          |
| 7    | Everton               | 59   | 38 | 17 | 8  | 13 | 48 | 49 | −1   |                                              |
| 8    | Southampton           | 52   | 38 | 13 | 13 | 12 | 43 | 46 | −3   | Primera ronda de la Copa de la UEFA          |
| 9    | Manchester City       | 51   | 38 | 15 | 6  | 17 | 47 | 54 | −7   | Ronda previa de la Copa de la UEFA           |
| 10   | Tottenham Hotspur     | 50   | 38 | 14 | 8  | 16 | 51 | 62 | −11  |                                              |
| 11   | Middlesbrough         | 49   | 38 | 13 | 10 | 15 | 48 | 44 | +4   |                                              |
| 12   | Charlton Athletic     | 49   | 38 | 14 | 7  | 17 | 45 | 56 | −11  |                                              |
| 13   | Birmingham City       | 48   | 38 | 13 | 9  | 16 | 41 | 49 | −8   |                                              |
| 14   | Fulham                | 48   | 38 | 13 | 9  | 16 | 41 | 50 | −9   |                                              |
| 15   | Leeds United          | 47   | 38 | 14 | 5  | 19 | 58 | 57 | +1   |                                              |
| 16   | Aston Villa           | 45   | 38 | 12 | 9  | 17 | 42 | 47 | −5   |                                              |
| 17   | Bolton Wanderers      | 44   | 38 | 10 | 14 | 14 | 41 | 51 | −10  |                                              |
| 18   | West Ham United       | 42   | 38 | 10 | 12 | 16 | 42 | 59 | −17  | Descenso de categoría                        |
| 19   | West Bromwich Albion  | 26   | 38 | 6  | 8  | 24 | 29 | 65 | −36  | Descenso de categoría                        |
| 20   | Sunderland            | 19   | 38 | 4  | 7  | 27 | 21 | 65 | −44  | Descenso de categoría                        |

 Fuente: [cita requerida]
Notas:
1. ↑  Debido a que Liverpool, el campeón de la Copa de la Liga 2002-03 se clasificó a la Copa de la UEFA 2003-04, su cupo pasó al 6° clasificado.
2. ↑  El Southampton se clasificó a la Copa de la UEFA 2003-04 como subcampeón de la FA Cup 2002-03, ya que el campeón Arsenal, se clasificó a la Liga de Campeones de la UEFA 2003-04.
3. ↑  El Manchester City se clasificó a la Copa de la UEFA 2003-04 por invitaciones de Fair Play por parte de la UEFA.

|                   |
| Campeón           |
| Manchester United |
| 15º título        |

## Estadísticas

### Máximos anotadores
| Jugador             | Equipo            | Goles | Partidos |
| ------------------- | ----------------- | ----- | -------- |
| Ruud van Nistelrooy | Manchester United | 25    | 34       |
| Thierry Henry       | Arsenal           | 24    | 37       |
| James Beattie       | Southampton       | 23    | 38       |
| / Mark Viduka       | Leeds United      | 20    | 33       |
| Michael Owen        | Liverpool         | 19    | 35       |
| Alan Shearer        | Newcastle         | 17    | 35       |
| Nicolas Anelka      | Manchester City   | 15    | 38       |
| Robert Pirès        | Arsenal           | 14    | 26       |
| Harry Kewell        | Leeds United      | 14    | 31       |
| Paul Scholes        | Manchester United | 14    | 33       |
| Gianfranco Zola     | Chelsea           | 14    | 38       |

### Anotaciones
- Primer gol de la temporada: Anotado por Michael Ricketts para el Bolton Wanderers ante el Fulham. (Jornada 1).

### Rachas
- Mayor racha ganadora: 7 partidos (Liverpool)
- Mayor racha invicta: 18 partidos (Manchester United)
- Mayor racha perdiendo: 15 partidos (Sunderland)
- Mayor racha sin ganar: 20 partidos (Sunderland)

### Tripletes o más
| Fecha      | Jugador             | Goles           | Local             | Resultado | Visitante        | Jornada    |
| ---------- | ------------------- | --------------- | ----------------- | --------- | ---------------- | ---------- |
| 28/9/2002  | Michael Owen        | 18' · 23' · 76' | Manchester City   | 0 - 3     | Liverpool        | Jornada 6  |
| 27/10/2002 | James Beattie       | 43' · 59' · 76' | Southampton       | 4 - 2     | Fulham           | Jornada 31 |
| 23/11/2002 | Ruud van Nistelrooy | 58' · 80' · 88' | Manchester United | 5 -3      | Newcastle United | Jornada 34 |

## Premios

### Premios mensuales
| Mes        | Mánager del mes | Mánager del mes   | Jugador del mes     | Jugador del mes   |
| Mes        | Técnico         | Equipo            | Jugador             | Equipo            |
| ---------- | --------------- | ----------------- | ------------------- | ----------------- |
| Agosto     | Glenn Hoddle    | Tottenham Hotspur | Sylvain Wiltord     | Arsenal           |
| Septiembre | Arsène Wenger   | Arsenal           | Thierry Henry       | Arsenal           |
| Octubre    | Gérard Houllier | Liverpool         | Gianfranco Zola     | Chelsea           |
| Noviembre  | David Moyes     | Everton           | James Beattie       | Southampton       |
| Diciembre  | Gordon Strachan | Southampton       | Alan Shearer        | Newcastle United  |
| Enero      | Bobby Robson    | Newcastle United  | Paul Scholes        | Manchester United |
| Febrero    | Alan Curbishley | Charlton Athletic | Robert Pirès        | Arsenal           |
| Marzo      | Glenn Roeder    | West Ham United   | Steven Gerrard      | Liverpool         |
| Abril      | Alex Ferguson   | Manchester United | Ruud van Nistelrooy | Manchester United |

## Fichajes

### Fichajes más caros
| Pos. | Jugador        | Club de destino   | Club de origen      | Precio (€) | Ref.  |
| ---- | -------------- | ----------------- | ------------------- | ---------- | ----- |
| 1.º  | Rio Ferdinand  | Manchester United | Leeds United        | 47.000.000 | [ 1 ] |
| 2.º  | Nicolas Anelka | Manchester City   | Paris Saint-Germain | 19.000.000 |       |
| 3.º  | El Hadji Diouf | Liverpool         | Lens                | 13.000.000 |       |
| 4.º  | Hugo Viana     | Newcastle United  | Sporting de Lisboa  | 11.000.000 |       |